# Mintiu Gherlii, Cluj
Mintiu Gherlii (în maghiară Szamosújvárnémeti, în germană Deutschendorf) este satul de reședință al comunei cu același nume din județul Cluj, Transilvania, România.

## Istoric
Mintiul a fost întemeiat în secolul al XI-lea de coloniști bavarezi, fapt care se reflectă în toponimia maghiară németi („sat cu nemți”). Germanii din Mintiu s-au asimilat cu maghiarii până în secolul al XVI-lea.
În anul 1703 Mintiul a fost prădat de curuți.

## Biserica gotică
Biserica medievală din localitate, inițial catolică, în prezent reformată, este reprezentativă pentru stilul gotic din Transilvania. În contraforții bisericii medievale se găsesc încorporate pietre tombale din epoca romană. În interiorul bisericii se găsesc urme de pictură din secolele XIV-XV. Amvonul bisericii a fost realizat în anul 1805 de meșterul Mihai Kerekes.

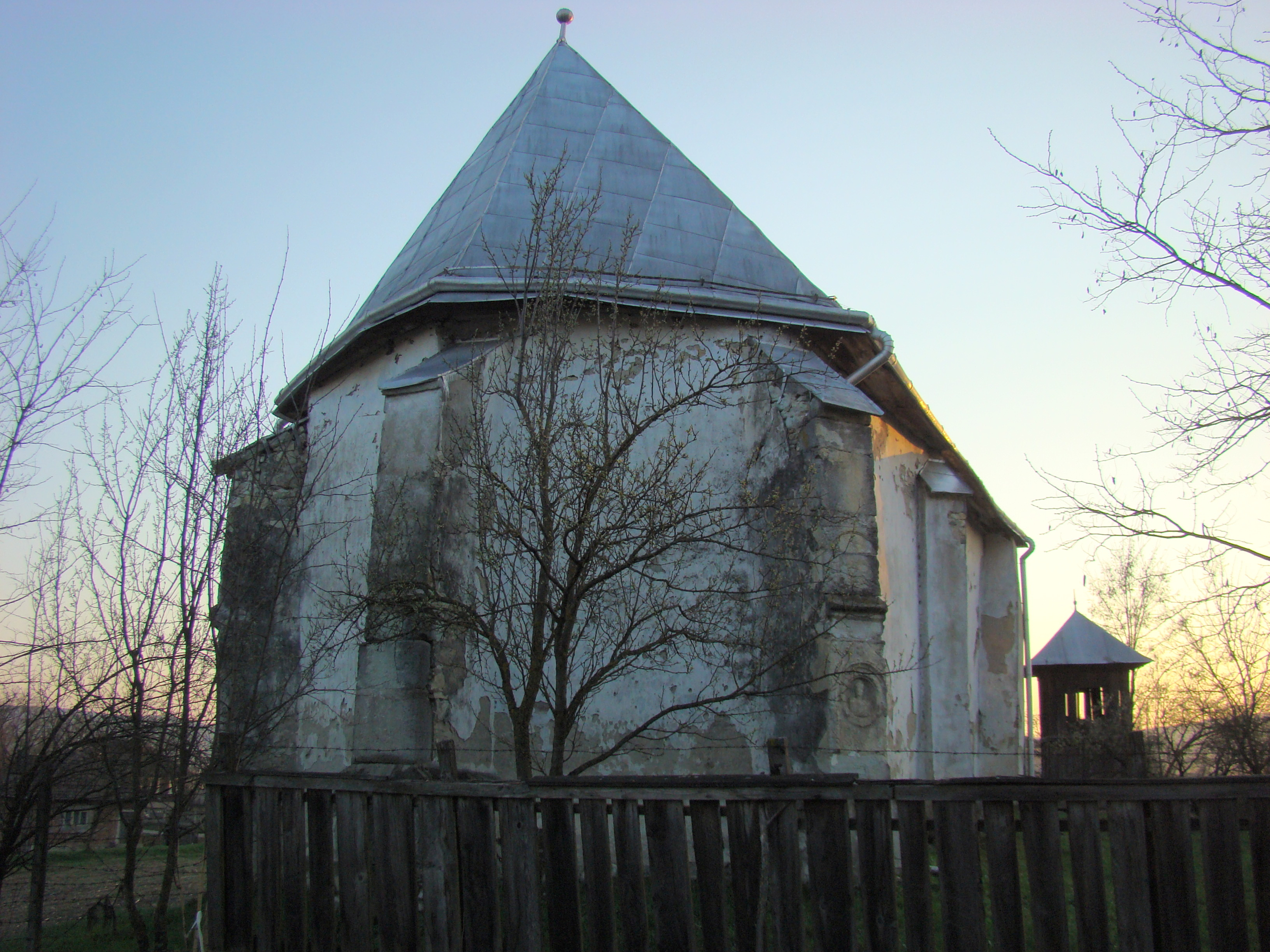
Altarul poligonal
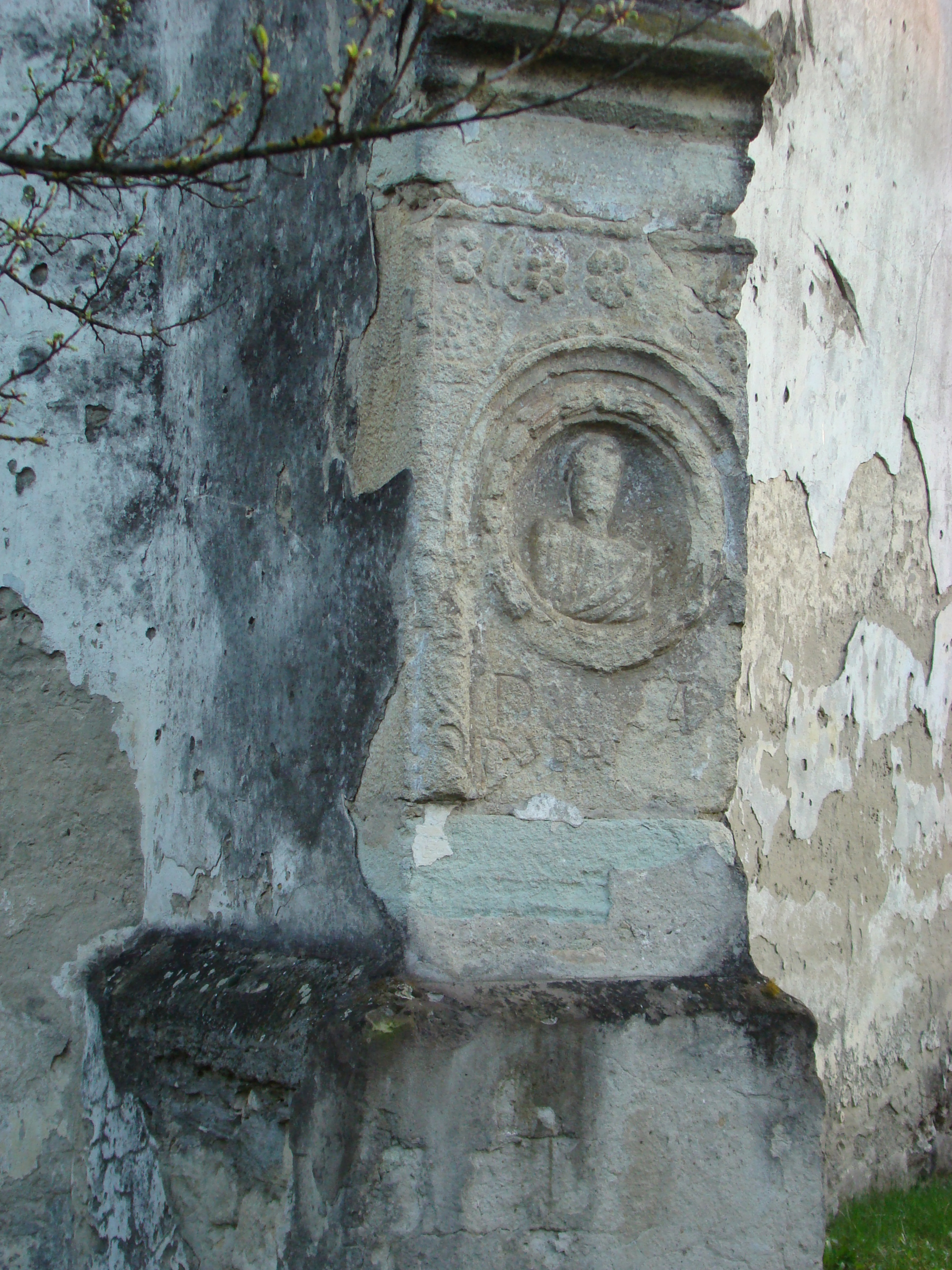
Detaliu
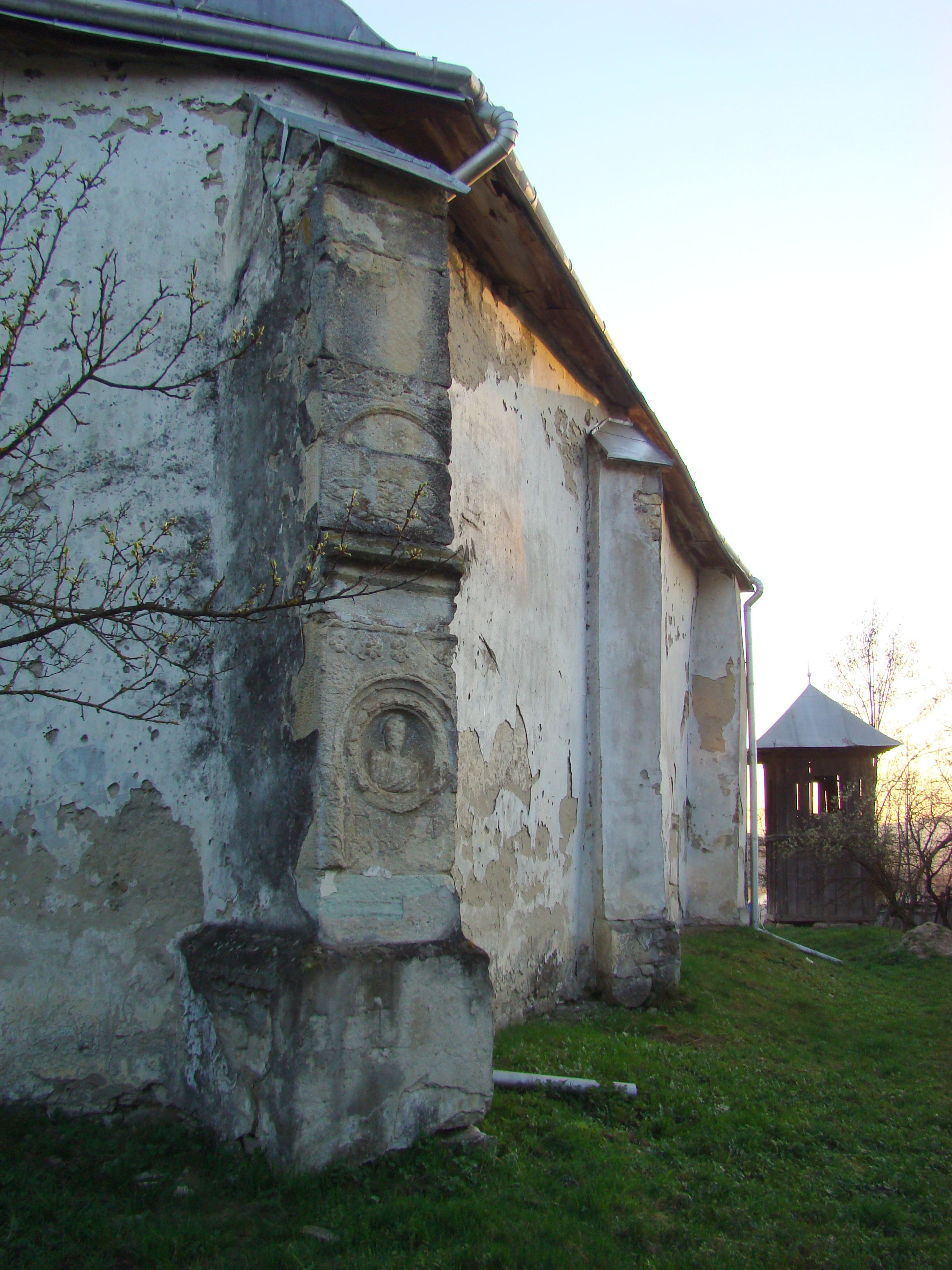
Contrafort